# Guitar Hero On Tour: Decades
Guitar Hero On Tour: Decades és un videojoc musical desenvolupat per Vicarious Visions i publicat per RedOctane i Activision, que pertany a la saga Guitar Hero, concretament és la seqüela del Guitar Hero: On Tour i com aquest, només està disponible per a la consola portàtil Nintendo DS. El seu llançament es va produir el 14 de novembre de 2008 a Europa.
El videojoc conté les mateixes característiques que la seva preqüela, és a dir, utilitza un controlador en forma de guant que va adaptat a la consola ("Guitar Grip") que conté quatre botons de trast i un plectre que s'utilitza per marcar les notes. La principal novetat recau en la nova banda sonora formada per 28 cançons noves distribuïdes en dècades, des dels anys 70 a la música moderna. L'altra novetat destacable és la utilització de la xarxa local Wi-Fi que incorporen les consoles i que permeten compartir cançons independentment de la versió del joc en el mode competitiu.
Decades va tenir una recepció poc entusiasta, els mitjans van citar diversos problemes amb el "Guitar Grip" i la qualitat del so, i opinaven que el videojoc no tenia prou entitat per considerar-se un nou títol i semblava més una simple expansió de l'anterior.

## Jugabilitat
La jugabilitat del videojoc segueix invariable respecte al Guitar Hero: On Tour, que consisteix a aconseguir el màxim nombre de punts tocant correctament les notes de la guitarra de les cançons. Per tocar les notes s'utilitzen dos controladors especials: el "Guitar Grip", un guant adaptat a la consola que incorpora quatre botons de trast per tocar la nota correcta i un plectre per "rascar" les cordes que apareixen en l'altra pantalla que és tàctil. El guant va inserit en la ranura del Game Boy Advance que contenen les consoles Nintendo DS i Nintendo DS Lite, però el perifèric és incompatible amb Nintendo DSi.
Per aquesta seqüela s'ha millorat la detecció de les notes i l'acció de "rascar" les cordes a causa de les queixes que va rebre en la versió anterior. En el Decades també s'ha millorat en mode carrera on es pot escollir entre la guitarra principal o la guitarra rítmica/baix, i també un nou mode carrera duel ("Guitar Duel"). Els dos modes presenten les cançons en ordre cronològic invers, començant amb els èxits moderns i acabant amb les cançons de rock clàssic.
Mitjançant les funcionalitats de la xarxa local Wi-Fi que incorpora la consola, es pot jugar amb un altre jugador. A més, si un dels jugadors utilitza l'On Tour original, la xarxa permet escollir qualsevol cançó de la seva banda sonora.

## Banda sonora
El repertori del Guitar Hero On Tour: Decades està format per un total de 28 cançons dividides en cinc grups que representen una etapa específica de la història de la música rock i està representat per un escenari específic de l'època. Aquestes etapes són les dècades dels anys 70, 80, 90, 2000 i rock modern. Totes les cançons són gravacions originals. S'han llançat tres versions diferents de la banda sonora segons la zona de publicació (Amèrica del Nord, Europa i Regne Unit/Austràlia), i cada una conté set cançons exclusives.
| Any  | Títol                              | Artista                  | Versió nord-americana | Versió europea | Versió anglesa |
| ---- | ---------------------------------- | ------------------------ | --------------------- | -------------- | -------------- |
| 1970 | "All Right Now"                    | Free                     | 1970s                 | 1970s          | 1970s          |
| 1980 | "Any Way You Want It"              | Journey                  | 1980s                 | —              | 1980s          |
| 1993 | "Are You Gonna Go My Way"          | Lenny Kravitz            | 1990s                 | 1990s          | 1990s          |
| 1994 | "Buddy Holly"                      | Weezer                   | 1990s                 | 1990s          | 1990s          |
| 2003 | "Can't Stop"                       | Red Hot Chili Peppers    | 2000s                 | 2000s          | 2000s          |
| 2007 | "Crushcrushcrush"                  | Paramore                 | Modern                | —              | Modern         |
| 2005 | "Dirty Little Secret"              | The All-American Rejects | Modern                | —              | —              |
| 2006 | "Diventerai Una Star"              | Finley                   | —                     | Modern         | —              |
| 1999 | "Down"                             | Stone Temple Pilots      | 1990s                 | 1990s          | 1990s          |
| 2007 | "Estrella Polar"                   | Pereza                   | —                     | Modern         | —              |
| 2004 | "Everything is Everything"         | Phoenix                  | —                     | 2000s          | Bonus          |
| 1982 | "Eye of the Tiger"                 | Survivor                 | —                     | 1980s          | 1980s          |
| 1972 | "Free Ride"                        | Edgar Winter Group       | 1970s                 | 1970s          | 1970s          |
| 2003 | "I Believe in a Thing Called Love" | The Darkness             | 2000s                 | Bonus          | 2000s          |
| 1984 | "I Can't Drive 55"                 | Sammy Hagar              | 1980s                 | —              | —              |
| 1987 | "La Bamba"                         | Los Lobos                | 1980s                 | 1980s          | 1980s          |
| 2001 | "The Middle"                       | Jimmy Eat World          | 2000s                 | 2000s          | 2000s          |
| 1992 | "No Rain"                          | Blind Melon              | 1990s                 | 1990s          | 1990s          |
| 2000 | "One Step Closer"                  | Linkin Park              | 2000s                 | 2000s          | 2000s          |
| 1987 | "The One I Love"                   | R.E.M.                   | 1980s                 | 1980s          | 1980s          |
| 1979 | "One Way or Another"               | Blondie                  | 1970s                 | 1970s          | 1970s          |
| 2007 | "The Pretender"                    | Foo Fighters             | Modern                | Modern         | Modern         |
| 2007 | "Ready, Set, Go!"                  | Tokio Hotel              | —                     | Modern         | Modern         |
| 2005 | "Remedy"                           | Seether                  | 2000s                 | —              | —              |
| 1976 | "Rock and Roll Band"               | Boston                   | 1970s                 | —              | 1970s          |
| 1987 | "Satch Boogie"                     | Joe Satriani             | Bonus                 | 1980s          | Bonus          |
| 2001 | "Smooth Criminal"                  | Alien Ant Farm           | Bonus                 | Bonus          | 2000s          |
| 1995 | "Some Might Say"                   | Oasis                    | —                     | 1990s          | 1990s          |
| 1976 | "Sweet Home Alabama" (Directe)     | Lynyrd Skynyrd           | 1970s                 | 1970s          | 1970s          |
| 2007 | "Tarantula"                        | The Smashing Pumpkins    | Modern                | Bonus          | Modern         |
| 2007 | "Take Over, The Break's Over"      | Fall Out Boy             | Modern                | Modern         | Modern         |
| 1997 | "Volcano Girls"                    | Veruca Salt              | 1990s                 | —              | —              |
| 1977 | "We Are The Champions"             | Queen                    | Bonus                 | 1970s          | Bonus          |
| 2003 | "You Can't Stop Me"                | Guano Apes               | —                     | 2000s          | —              |
| 1986 | "You Give Love a Bad Name"         | Bon Jovi                 | 1980s                 | 1980s          | 1980s          |

## Recepció
En general, les crítiques rebudes van ser relativament negatives. Tenint en compte que el llançament del Guitar Hero On Tour: Decades es va produir poc temps després de la primera versió, les novetats van ser escasses i poc destacables, de forma que els mitjans especialitzats van criticar aquest fet. La jugabilitat era la mateixa i només es va millorar la interfície de la pantalla tàctil, mantenint els problemes produïts per aguantar la consola mentre es juga, fet que provoca rampes i cansament a les extremitats superiors. Per altra banda, si que es va destacar el fet de poder jugar en xarxa amb un altre jugadors i poder utilitzar les cançons de la versió anterior. Pel que fa a la banda sonora, si que es va considerar que estava ben trobada i que millorava en desbloquejar les cançons que pertanyen a les dècades anteriors, ja que les cançons es presenten en ordre cronològicament invers. Per altra banda, la mala qualitat d'àudio del On Tour continua persistent en la seqüela.
Seguint l'estil publicitari originat amb el Guitar Hero World Tour, un personatge famós va realitzar els anuncis. En aquesta ocasió, l'escollit va ser Corbin Bleu que va repetir el mateix anunci que el World Tour, és a dir, l'actor apareixia ballant i jugant al videojoc imitant una famosa escena de la pel·lícula Risky Business, amb Tom Cruise ballant la cançó "Old Time Rock and Roll" de Bob Seger.